# Europaparlamentsmedlem
Et medlem af Europa-Parlamentet, MEP eller europaparlamentariker er valgt direkte til Europa-Parlamentet og repræsenterer som sådan borgerne i Den Europæiske Union. Der er valg til Europa-Parlamentet hvert femte år. Det første valg var i 1979 og det seneste var i maj 2019, hvor der blev valgt 751 medlemmer, hvoraf 13 blev valgt i Danmark til direkte indtrædelse. Et fjortende mandat trådte i kraft efter Brexit, hvor det samlede antal af mandater blev reduceret til 705. 

## Europaparlamentets rolle
Europaparlamentarikernes magt og beføjelser er i den grad blevet styrket gennem tiden - senest efter at Lissabontraktaten trådte i kraft i 2009. MEP'ernes primære parlamentariske opgaver er udarbejdelse af love og fastsættelse af det årlige EU-budget - beføjelser som parlamentarikerne deler med Ministerrådet (de 28 nationale regeringer i EU). Medlemmerne udøver også demokratisk kontrol med Europa-Kommissionen og skal bl.a. vælge Europa-Kommissionens formand samt godkende den samlede Europa-Kommission. 
For at fremme deres vælgeres interesser vil de fleste af parlamentsmedlemmerne tilslutte sig en politisk gruppe for at gøre fælles sag med medlemmer fra andre EU-lande med lignende politisk holdning. Der er i øjeblikket syv politiske grupper i Europa-Parlamentet, der spænder på tværs af det politiske spektrum og repræsenterer tæt på 200 nationale partier.
Parlamentsmedlemmerne kommer også til at sidde i et parlamentarisk udvalg, hvor de bruger deres tid og energi på at kontrollere og udarbejde lovgivning. Der er 20 stående udvalg i Parlamentet, som fokuserer på hver deres politikområde. Udvalgene er de lovgivningsmæssige kraftcentre i Parlamentet, hvor de centrale forhandlinger føres, de skarpeste politiske argumenter udspiller sig, og de nødvendige aftaler ofte indgås, selv om de endelige beslutninger træffes af det samlede Europa-Parlament på 751 medlemmer.
Desuden kan parlamentsmedlemmerne være medlemmer af de interparlamentariske delegationer, som har til opgave at pleje kontakter med parlamenter uden for EU.

## Grupper i Parlamentet
Selvom europaparlamentarikerne vælges nationalt i de enkelte medlemslande, er det ikke deres nationalitet, men derimod deres politiske gruppe, der bestemmer, hvordan de organiserer sig i Europa-Parlamentet. Grupperne har central betydning for Europa-Parlamentets arbejde, da de er de væsentligste aktører i forhold til at opnå flertal om ny lovgivning. Grupperne sætter den parlamentariske dagsorden og spiller den afgørende rolle i valget af Europa-Parlamentets formand og andre medlemmer med særlige funktioner.
De fleste af de nuværende grupper i Europa-Parlamentet er knyttet til et paneuropæisk politisk parti. Et politisk parti på europæisk plan er en organisation, der følger et politisk program, hvis medlemmer er nationale partier og enkeltpersoner, og som er repræsenteret i flere medlemsstater. Ifølge traktaterne er "politiske partier på europæisk plan […] vigtige som en integrationsfaktor inden for Unionen. De bidrager til en europæisk bevidstgørelse og til at udtrykke unionsborgernes politiske vilje". 
Der er i øjeblikket syv politiske grupper i Europa-Parlamentet, der spænder på tværs af det politiske spektrum og repræsenterer tæt på 200 nationale partier. Det kræver mindst 25 medlemmer fra minimum en fjerdedel af medlemsstaterne at danne en ny gruppe.

## Bemærkelsesværdige europaparlamentarikere
- Ole Andreasen, resumé-fortæller gennem alle afsnit af tv-serien Matador
- Vladimír_Remek(en) , den første mand i rummet der ikke er fra USA eller Sovjetunionen
- Poul Nyrup Rasmussen, tidligere statsminister i Danmark (1993-2001)
- Poul Schlüter, tidligere statsminister i Danmark (1982-1993)
- Michel Rocard, tidligere premierminister i Frankrig (1988-1991)
- Jean-Marie Le Pen, ekstremt højreorienteret fransk politiker, der var præsidentkandidat i 2002
- Alessandra Mussolini, barnebarn til den italienske fascistiske diktator Benito Mussolini
- Jens Dyhr Okking, tidligere dansk skuespiller
- Michael Cashman, tidligere britisk skuespiller (EastEnders)
- Nana Mouskouri, kendt græsk sangerinde
- Giovanni Rivera, tidligere italiensk fodbodspiller; Årets Europæiske Fodbodspiller i 1969
- Ari Vatanen, rallykører, valgt i Frankrig og ikke i hjemlandet Finland
- Peter Šťastný, slovakisk professionel ishockeyspiller
- Lilli Gruber, højprofileret italiensk tv-journalist, der gik ind i politik pga. modstand mod Silvio Berlusconis kontrol af medierne
- Robert Kilroy-Silk, tidligere talkshow-vært, der blev fyret fra BBC for racistiske kommentarer
- Otto von Habsburg, den sidste kronprins af Østrig-Ungarn og præsident for Den Paneuropæiske Union.